# ClamAV

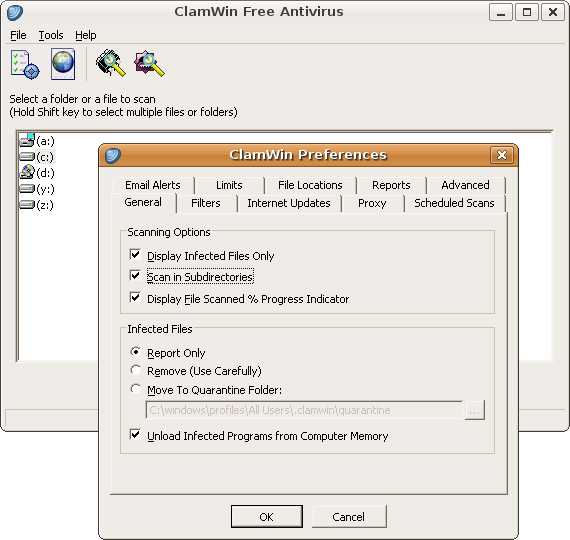
ClamWin на Ubuntu (під Wine)

Clam AntiVirus — пакунок антивірусного ПЗ, що працює у багатьох операційних системах, включаючи Unix-подібні ОС, Microsoft Windows та Apple Mac OS X. Випускається під GNU General Public License і є вільним програмним забезпеченням. Головна мета Clam AntiVirus — інтеграція з серверами електронної пошти для перевірки файлів, прикріплених до повідомлень. У пакунок входить масштабований багатонитевий демон clamd, керований з командного рядка сканер clamscan, а також модуль оновлення сигнатур з Інтернету freshclam. 
У жовтні 2013 компанія Cisco поглинула фірму Sourcefire, що займалася розробкою таких вільних проєктів, як система виявлення атак Snort, антивірусний пакет ClamAV і платформа для виявлення загроз Razorback. Розробники ClamAV запевнили співтовариство, що проєкти як і раніше будуть розвиватися як відкриті і всі налагоджені канали взаємодії з спільнотою будуть збережені. Більш того, розробка Snort, ClamAV та інших відкритих проєктів буде продовжена об'єднаною командою інженерів з Sourcefire і Cisco.

## Можливості
Можливості Clam AntiVirus: 
- управління з командного рядка;
- можливість використання з більшістю поштових серверів, включаючи реалізацію milter-інтерфейсу для Sendmail;
- сканер у вигляді бібліотеки Сі;
- сканування файлів і пошти «на льоту»;
- визначення понад 546 000 [5] вірусів, черв'яків, троянів, повідомлень фішингу;
- аналіз стиснутих файлів RAR (2.0, 3.0) Zip, Gzip, Bzip2, MS OLE2, MS Cabinet, MS CHM (стиснений HTML) і MS SZDD;
- підтримка сканування mbox, Maildir і «сирих» поштових файлів;
- аналіз файлів формату Portable Executable, запакованих UPX, FSG чи Petite.
- у рамках тестування додана можливість аналізу загроз з використанням відеокарт[6]

## Виноски
1. ↑  ClamAV 0.99.1 has been released! (англ.). clamav.net. 2 березня 2016. Архів оригіналу за 20 червня 2016. Процитовано 3 березня 2016.
2. 1 2  https://www.openhub.net/p/clamav/analyses/latest/languages_summary
3. ↑  Cisco Completes Acquisition of Sourcefire [Архівовано 12 жовтня 2013 у Wayback Machine.] PRESS RELEASE
4. ↑  Компания Cisco завершила сделку по покупке Sourcefire [Архівовано 15 жовтня 2013 у Wayback Machine.] // opennet.ru 08.10.2013
5. ↑  ClamAV (2007). Latest Stable Release. Архів оригіналу за 27 червня 2013. Процитовано 25 грудня 2008.
6. ↑  Fast Virus Signature Matching on the GPU [Архівовано 14 лютого 2015 у Wayback Machine.] GPU Gem3

## Дивись також
- ClamWin — заснований на Clam AntiVirus, антивірус для Windows